# Un'estate al mare (film)
Un'estate al mare è un film commedia del 2008 diretto da Carlo Vanzina, suddiviso in sette episodi.
Il titolo del lungometraggio si rifà all'omonima canzone portata al successo nel 1982 da Giuni Russo; il brano musicale è presente nel film con un'edizione remix di Manu LJ.
È l'ultimo film cui prese parte l'attore e cantante Dino Cassio, scomparso nel 2012.

## Trama
Il film narra delle vicende di un gruppo di personaggi durante il periodo estivo: tifosi di calcio, coppie di amanti, padri single, belle donne e uomini d'affari, finti gay consiglieri di stile per miliardari, emigrati che fanno ritorno al loro paese e grandi attori drammatici costretti in situazioni comiche, ed è ispirato ai vecchi successi cinematografici balneari come Sapore di mare.
Gli episodi sono: Il conte di Montecristo (con Lino Banfi e Victoria Silvstedt) girato a Peschici; Saracinesca (con Massimo Ceccherini, Alessandro Paci, Marisa Jara) girato a Forte dei Marmi; Traffico sulla Pontina (con Nancy Brilli, Enrico Brignano) girato a San Felice Circeo; Il giovedì (con Enzo Salvi e Massimo Marino) girato a Ostia; Extra large (con Ezio Greggio, Anna Falchi) girato a Ischia, L'isola dell'amore (con Biagio Izzo, Alena Šeredová) girato a Capri; La signora delle camelie (con Gigi Proietti) girato a Porto Rotondo.
Il filo guida delle sette storie è la voce narrante di Gigi Proietti, che diventa anche il protagonista dell'ultimo episodio.

### Il conte di Montecristo
Nicola torna al proprio paese dopo trent'anni vissuti da emigrante in Svezia. Era partito da cornuto e vuole tornare da vincitore: si presenta in paese con una nuova moglie, una nuova macchina, un assegno da 175.000 euro per l'ospedale del paese. In realtà Nicola ha sempre fatto lavori come il cameriere e il pizzaiolo e ora che è in pensione ha scelto di spendersi tutti i risparmi con un'escort transessuale che finge di essere la nuova moglie e anche in una donazione, con la speranza di cancellare il soprannome di "Cornuto" che tutto il paese gli ha affibbiato.

### Saracinesca
Un tifoso della Fiorentina, Cecco, si imbatte a Forte dei Marmi in Manzanas, il portiere del Real Madrid, in compagnia della fidanzata Mercedes eletta recentemente Miss Venezuela. Mettendosi in contatto con gli altri tifosi della squadra Cecco fa scattare il tam tam delle radio amatoriali, cercando al contempo di strappare un'ammissione del passaggio a Firenze del grande portiere nero. Nella foga però finirà a letto con la fidanzata di lui e poi al pronto soccorso a causa della gelosa reazione di Saracinesca, il quale reagirà facendo saltare gli accordi con la squadra viola.

### Traffico sulla Pontina
Italo e Luciana sono due amanti che si vedono venerdì 13 agosto a casa di lui, sentendosi furbi nei confronti dei rispettivi coniugi che li aspettano in barca per una serata. Rimasti chiusi in ascensore telefonano annunciando il ritardo e finiscono per litigare e troncare la loro tresca, mentre i rispettivi coniugi Patrizia e Giovanni, amanti a loro volta, ne approfittano per fare l'amore.
L'episodio è il rifacimento di quello interpretato da Alberto Sordi e Stefania Sandrelli nel film Quelle strane occasioni del 1976.

### L'isola dell'amore
Dudù e suo nipote Fefè sono due antiquari di Capri che si fingono omosessuali per vendere molto di più. Dudù ha l'occasione di arredare la villa del ricco americano Mr. Allen e della moglie. Mr. Allen che deve tornare negli Stati Uniti, e paga 15000 € a Dudù per controllare la moglie. Dudù davanti alla sua bellezza finisce per smascherarsi e approfittarne. Il suo lavoro inoltre soddisfa il cliente: la moglie, per potere stare ancora con Dudù, propone di affidargli l’arredamento di un’altra casa, ma Dudù si defila quando capisce che l’americano è un gay non dichiarato interessato a lui.

### Il giovedì
Enzo è un padre divorziato che ogni giovedì a Ostia incontra il proprio figlio. Pur di fare colpo su di lui si inventa una bugia dopo l'altra: ha comprato la spider nuova, conosce Francesco Totti e così via. Ma, come ai tempi di Pinocchio, le bugie hanno le gambe corte e il figlio rimarrà inizialmente deluso nonostante le telefonate al macellaio Furio (per gli amici Pupone), ma poi capirà che il padre ha agito così solo per non essere considerato un fallito da lui.
Il titolo e la trama di quest'episodio fanno riferimento al film Il giovedì di Dino Risi con protagonista Walter Chiari, dove contrariamente alla nuova versione il finale è positivo, dato che al termine della giornata il figlio avrà imparato ad apprezzare i lati buoni del suo confusionario padre, e tra loro si sarà creato un legame affettivo più forte.

### Extra large
Il ragioniere torinese Ugo Persichetti e la moglie Ada Bertarelli, cantante lirica troppo obesa a cui dà il soprannome di Ugola di Busseto, vanno in vacanza a Ischia. Il ragioniere cerca di sottoporre Ada alle cure termali e ai trattamenti vari pur di essere libero e dedicarsi alla giovane violinista Cosima, sua amante da un anno, arrivando a dare alla moglie dei potenti lassativi. Quando Ada scopre la tresca, un'infuriato Ugo, stanco delle sue prepotenze, ammette tutto e, rimbrottando la moglie, se ne va, ma Cosima ormai si è stancata di stare nell'ombra e, come lui, ha trovato un uomo ricco, il tenore Ivan Mangiarotti, che vuole aiutarla nella sua carriera, così Ugo, cambiando idea, fa ritorno da Ada, sperando un giorno di poter coronare il suo sogno d'amore con la sua ex-amante. L'episodio è il rifacimento di quello interpretato da Alberto Sordi e Anita Allan nel film Racconti d'estate del 1958.

### La signora delle camelie
Nell'ultimo sketch del film, un doppiatore cinematografico, Giulio Bonetti, deve sostituire un suo amico nella parte del conte Duval in una messa in scena del romanzo di Alexandre Dumas La signora delle camelie. Non riuscendo a ricordare le battute a causa di un problema di memoria (motivo che lo spinse a ritirarsi dal palcoscenico) si fa aiutare dal suggeritore, Spartaco, il quale cercherà di aiutarlo, ma il conte Duval, capendo male, convertirà le battute in frasi divertenti, le quali soddisferanno gli spettatori, che richiederanno parecchie repliche dello spettacolo.
Quest'ultimo episodio è liberamente ispirato a un vecchio sketch di Dino Verde.

## Distribuzione e incassi
La pellicola è uscita nelle sale il 27 giugno 2008, prodotta e distribuita da Medusa Film, e ha incassato 4997000 €.